# Abintestato
Abintestato es un término jurídico procedente del latín ab intestato (sin testamento), que se refiere al procedimiento judicial sobre la herencia y la adjudicación de los bienes del que muere sin testar o con un testamento nulo, pasando entonces la herencia, por ministerio de la ley, a los parientes más próximos.

## Procedimiento abintestato
Se aplica en aquellos casos en los que el causante fallece sin testamento o cuando habiéndolo otorgado, éste es nulo o ha perdido su validez; cuando falta la condición impuesta al heredero o éste muere antes que el testador o repudia la herencia o es incapaz de suceder. También se aplica en caso de que el testamento no disponga de todos los bienes del causante, en cuyo caso la sucesión legítima será solo de los bienes de los que no hubiese dispuesto. En estos casos, será la ley quien determine quiénes tienen derecho a esa herencia.

### Roma
Roma tiene su punto de partida con la sucesión ab-intesto en Ley de las XII Tablas que dice en su Tabla V: "Si intestato moritur, tui suus heres necescit, agnatus proximus familiam habeto, si agnatus nec escit, gentile familiam habeto". Es decir: si muere intestado un pater familias sin herederos suyos, tome la familia el agnado más próximo, si no hubiese agnado, a los gentiles.
- Los sui o herederos suyos: El hijo o la hija, el nieto o la nieta, sean sanguíneos o adoptivos. También lo son la mujer "in-manu" es decir la mujer que está sometida al poder del marido, porque ocupa el lugar de hija, y la nuera sujeta al poder del hijo, la cual es considerada como nieta. Gayo herederos suyos a los hijos "póstumos".
- Agnados: Son agnados los cognados unidos por el sexo masculino, los cognados por su padre; por ejemplo, el hermano nacido del mismo padre, su hijo y el hijo de este hijo. En cuanto a los cognados unidos por el sexo femenino no son agnados solo cognados por derecho natural.[3]
- Gentiles: Solo en los tiempos primitivos heredaban. Gayo afirma que el ius gentilicium cae completamente en desuso,[4] lo que significa que en la época imperial la sucesión gentilicia había desaparecido totalmente.

Ya en el derecho pretoriano se reconoce la sucesión por órdenes y grados. En su última etapa, con la Bonorum Possesio se presentan a cuatro diferentes parentescos, que, en orden se irían descartando para heredar. Ellos eran:
1. Bonorum possesio unde líberi: Los liberi eran los libres sometidos al inmediato poder del pater, comprendía a los sui del derecho civil incluyendo a los adoptados y a las mujeres in manu, y a los descendientes emancipados.
2. Bonorum possesio unde legítimi: Si los anteriores no se presentaban, se procedía con los legitimi, que eran los agnados. Se sucedían según el grado de proximidad de parentesco. Primero los agnados del causante, luego la madre y los hijos y por último, el ascendiente.
3. Bonorum possesio unde cognati: Si no se presentaban los legitimi, se llamaba a los cognados o parientes de sangre más próximos. Podía llegar hasta el sexto grado (hijos de primos hermanos entre sí) y en la herencia de un sobrino, que está en séptimo grado. Ello siempre respetando jerárquicamente al pariente de grado más próximo.
4. Bonorum possesio unde vir et uxor: donde establece un llamado reciproco de sucesión entre marido y mujer, siempre que se trate de "matrimonium iustum".

### España
El orden que deberá seguirse se encuentra regulado en el Código Civil de España en el libro III, título III, capítulo IV: del orden de suceder según la diversidad de líneas. El llamamiento para heredar se establece por orden, salvo excepción, comenzando por los hijos y sus descendientes, seguidos de ascendientes, cónyuge y parientes colaterales. A falta de personas que tengan derecho a heredar, y previa declaración del juzgado, el estado asumirá la herencia a beneficio de inventario.
Los hijos del fallecido herederán la totalidad de la herencia, sin distinción por edad o sexo, dividiéndola en partes iguales, conservando el cónyuge el derecho de usufructo del tercio destinado a mejora.
A falta de descendientes, herederán los ascendientes, a la mitad si sobreviven ambos progenitores, y en su totalidad si solo le sobrevive uno, conservando el cónyuge el derecho de usufructo de la mitad de la herencia. Si el heredero es el cónyuge, heredara los bienes en su totalidad; y de ser los parientes colaterales tendrán preferencia hermanos y sobrinos sobre los parientes de cuarto grado que son los últimos previstos por la ley en los que existe derecho a heredar ab intestato, conservando el cónyuge el derecho de usufructo de dos tercios de la herencia.